# Patrick Bauwen
Ne doit pas être confondu avec Patrick Bousquet.
Œuvres principales
- L'Œil de Caine (2006)
- Monster (2009)
- Les Fantômes d'Eden (2014)
- La Nuit de l'ogre (2018)

Compléments
Patrick Bauwen, nom de plume de Patrick Bousquet, né le 13 novembre 1968 à Aix-en-Provence, est un écrivain français de roman policier. Il a un homonyme auteur pour la jeunesse. Médecin urgentiste de profession, il est aussi chroniqueur médical pour la télévision.

## Biographie
Médecin urgentiste et responsable d'un service d'urgences dans une clinique à L'Isle-Adam, en région parisienne, Patrick Bauwen est, à ses heures perdues, écrivain. Il s'est lancé dans l'écriture en rédigeant des scénarios de jeux de rôle pour Casus Belli dans les années 1990, et des novellisations (Lanfeust de Troy notamment) au début des années 2000 avec Chris Debien.
Son premier roman L'Œil de Caine, salué unanimement et traduit dans cinq langues (russe, polonais, allemand, turc, japonais), raconte l'histoire de dix personnes sélectionnées pour participer à un reality show et qui se retrouvent prises au pièges d'un psychopathe. Son deuxième roman, Monster, qui traite des réseaux pédophiles, a obtenu le Prix Maison de la Presse en 2009. Seul à savoir, récompensé par le prix Littré en 2011, parle du danger des réseaux sociaux, de la recherche médicale, de l'argent sale et des nouvelles technologies. Dans La Nuit de l'ogre, l'auteur « interroge notre conception de la mort ainsi que ses représentations ».
Selon la critique littéraire Audrey Levi du magazine Le Point, Patrick Bauwen réunit dans ses romans « les ingrédients du thriller à l'américaine, dans la lignée de Harlan Coben et de Stephen King ».
Il a créé les personnages de Paul Becker et Christian Kovak, tous deux médecins. Patrick Bauwen présente son héros Chris Kovak comme « un médecin cramé, sombre, qui a perdu des personnes qui lui sont chères. Il noie son chagrin dans le travail. Il est poussé par une curiosité dévorante à la fois pour résoudre les problèmes médicaux qui se posent à lui mais aussi des problèmes sociaux. Ça l'entraîne dans le passé de personnes qu'il peut aider. » En cela, il se rapproche du personnage du docteur Paul Konig, le médecin légiste de Necropolis, le roman-culte d'Herbert Lieberman. Chris Kovak fait l'objet d'une trilogie, intitulée Évangile, démarrée par Le Jour du chien (2017). Il y a une intrigue résolue dans chaque livre et une intrigue de fond qui se développe au fur et à mesure.
À la télévision, Patrick Bauwen a présenté 60 programmes courts, Les gestes qui rassurent, sur FranceTélévisions, du 24 août au 18 décembre 2009. Diffusés sur France 2 et France 5, ces programmes ont été créés et produits par Pasadena Productions, en collaboration avec AXA Santé. Ils traitent en une minute de sujets aussi divers que les brûlures domestiques, l'ingestion de produits toxiques, l'entorse, la morsure d'un animal, etc. En septembre 2011, il est annoncé pour animer Merci docteur !, un talk-show médical sur TF1 s'inspirant de l'émission américaine The Dr. Oz Show mais cette émission est annulée.
Depuis septembre 2018, il est chroniqueur médical sur France 2 dans l'émission Je t'aime, etc. présentée par Daphné Bürki et produite par Martange Production.
Patrick Bauwen est membre du collectif d'artistes La Ligue de l'Imaginaire.

## Récompenses littéraires
- 2007 : Prix Carrefour du premier roman, pour L'Œil de Caine.
- 2008 : Prix Polar des lecteurs du Livre de poche, pour L'Œil de Caine.
- 2009 : Prix Maison de la Presse, pour Monster.
- 2011 : Prix Littré, pour Seul à savoir.
- 2017 : Grand Prix des lecteurs Le Grand Livre du Mois, pour Le Jour du chien[13]
- 2017 : Sélection du Prix Rive Gauche à Paris, catégorie Roman français, pour Le Jour du chien[14]
- 2017 : Prix du Polar Babelio.com-Albin Michel, pour Le Jour du chien.

### Thrillers
L'Œil de Caine
- Paris : Albin Michel, 2006, 485 p.  (ISBN 978-2-226-17373-7)
- Paris : le Grand livre du mois, 2006, 485 p.  (ISBN 978-2-286-02409-3)
- Paris : Librairie générale française, mai 2008, 477 p. (Le livre de poche : thriller ; 37283).  (ISBN 978-2-253-12311-8)

Seul à savoir
- Paris : Albin Michel, septembre 2010, 416 p. (Thriller).  (ISBN 978-2-226-21509-3)
- Paris : France loisirs, juin 2011, 474 p.  (ISBN 978-2-298-04587-1)
- Paris : Librairie générale française, février 2012, 451 p. (Le livre de poche : thriller ; 32464).  (ISBN 978-2-253-16262-9)
- Paris : Librairie générale française, mars 2019, 451 p. (Le livre de poche : thriller).

 L'Influenceur
- Paris : Albin Michel, mars 2024, 332 p. (Thriller).  (ISBN 978-2-226-47046-1)

Cycle Paul Becker
Monster (série "Paul Becker" # 1)
- Paris : Albin Michel, 2009, 576 p. (Thriller).  (ISBN 978-2-226-19060-4)
- Paris : le Grand livre du mois, 2008, 578 p.  (ISBN 978-2-286-05221-8)
- Vanves : Audiolib, 2009. 1 disque-compact.  (ISBN 978-2-35641-050-4)
- Paris : France loisirs, novembre 2009, 588 p.  (ISBN 978-2-298-02700-6)
- Paris : Librairie générale française, septembre 2010, 605 p. (Le livre de poche : thriller ; 31918).  (ISBN 978-2-253-12862-5)

Les Fantômes d'Eden (série "Paul Becker" # 2)
- Paris : Albin Michel, oct. 2014, 640 p. (Thriller).  (ISBN 978-2-226-31231-0)
- Paris : le Grand livre du mois, 2014, 634 p.  (ISBN 978-2-286-11776-4)
- Paris : Librairie générale française, mars 2016, 739 p. (Le livre de poche : thriller ; 34114).  (ISBN 978-2-253-11200-6)

Cycle Évangile
Le Jour du chien (trilogie "Évangile" # 1)
- Paris : Albin Michel, mars 2017, 450 p. (Thriller).  (ISBN 978-2-226-39634-1)
- Paris : le Grand livre du mois, juin 2017, 450 p.
- Paris : Librairie générale française, mai 2018, 504 p. (Le livre de poche : thriller ; 35080).  (ISBN 978-2-253-23745-7)
- Paris : France loisirs, février 2018, 428 p.  (ISBN 978-2-298-13911-2)

La Nuit de l'ogre (trilogie "Évangile" # 2)
- Paris : Albin Michel, mai 2018, 450 p. (Thriller).  (ISBN 978-2-226-43637-5)
- Paris : France loisirs, mars 2019, 544 p.  (ISBN 978-2-298-14932-6)
- Paris : Librairie générale française, mai 2020, 561 p. (Le livre de poche : thriller ; 35390).  (ISBN 978-2-253-25995-4)

L'Heure du diable (trilogie "Évangile" # 3)
- Paris : Albin Michel, août 2020, 476 p. (Thriller).  (ISBN 978-2-226-45251-1)
- Paris : Librairie générale française, septembre 2021, 547 p. (Le livre de poche : thriller ; 36232).  (ISBN 978-2-253-24288-8)

### Novélisations
Série "Lanfeust de Troy" (d'après Arleston et Tarquin ; texte de Pat et Chris)
1. L'Ivoire du Magohamoth. Paris : Hachette, 2003, 284 p.  (ISBN 2-01-200869-0). Rééd. Hachette, 2003, 252 p. (Bibliothèque verte ; 781).  (ISBN 2-01-200864-X)
2. Thanos l'incongru. Paris : Hachette, 2003, 252 p. (Bibliothèque verte ; 782).  (ISBN 2-01-200865-8)
3. Castel Or-Azur. Paris : Hachette, 2004, 189 p. (Bibliothèque verte ; 783).  (ISBN 2-01-200897-6)
4. Le Paladin d'Eckmühl. Paris : Hachette, 2004, 174 p. (Bibliothèque verte ; 784).  (ISBN 2-01-200944-1)
5. Le Frisson de l'haruspice. Paris : Hachette, 2005, 188 p. (Bibliothèque verte ; 785).  (ISBN 2-01-201038-5)
6. Cixi impératrice. Paris : Hachette, 2005, 186 p. (Bibliothèque verte ; 786). (ISBN 2-01-201103-9)
7. Les Pétaures se cachent pour mourir. Paris : Hachette, 2006, 190 p. (Bibliothèque verte ; 787).  (ISBN 2-01-201162-4)
8. La Bête fabuleuse. Paris : Hachette, 2006, 189 p. (Bibliothèque verte ; 788). (ISBN 2-01-201174-8)

### Manuels
- Mot-à-maux : 400 moyens mnémotechniques inédits à l'usage des études médicales / Guillaume Zagury, Patrick Bousquet. Paris : ESTEM, 1999, 154 p.  (ISBN 2-84371-048-0)
- Urgences + mode d'emploi : les gestes qui sauvent. Paris : Albin Michel, 2009, 255 p.  (ISBN 978-2-226-18778-9)

### Œuvres traduites
- L'Œil de Caine
  - Око Каина / Патрик Бовен ; trad. (russe) Татьяна А. Источникова.
    - Moscou : Ripol classic (Рипол Классик), 2008, 274 p.  (ISBN 978-5-386-01017-1)
    - Moscou : Ripol classic (Рипол Классик), 2010, 606 p.  (ISBN 978-5-386-01902-0)
    - Moscou : Ripol classic (Рипол Классик), coll. "Pocket and travel", 2011, 414 p.  (ISBN 978-5-386-03391-0)

  - Oko Kaina / trad. (polonais) Marta Olszewska.
    - Katowice : Sonia Draga, 2009, 440 p.  (ISBN 978-83-7508-143-5)

  - Tödliche Quote / trad. (allemand) Ursula Held.
    - Munich : Knaur-Taschenbuch-Verlag, coll. "Psychothriller", novembre 2009, 437 p.  (ISBN 9783426638736)

  - Kabilin Gözü / trad. (turc) Damla Kellecioglu.
    - Istanbul : Pegasus Yayincilik, févr. 2016, 472 p.  (ISBN 9786053437277)

  - Kain no me / trad. (japonais) Nakahara Tsuyoshi. Tokyo : Random House KodanSha bunko, 2008, 583 p.  (ISBN 978-4-270-10218-3)

- Monster
  - Potwór / trad. (polonais) Marta Olszewska.
    - Katowice : Sonia Draga, 2011, 558 p.  (ISBN 978-83-7508-366-8)

  - Цирк монстров / Патрик Бовен ; trad. (russe).
    - Moscou : Ripol classic (Рипол Классик), 2011.  (ISBN 978-5-386-03750-5)

- Seul à savoir
  - Tylko on wie / trad. (polonais).
    - Katowice : Sonia Draga, janvier 2013, 352 p.  (ISBN 9788375085471)

  - Единственный, кто знает / Патрик Бовен ; trad. (russe).
    - Moscou : Ripol classic (Рипол Классик), coll. "Coffee-In Strong", 2013, 448 p.  (ISBN 978-5-386-05290-4)
    - lu par Marina Lisovets. Interactive Media, mars 2015. Livre audio. Durée : 10h41.